# Phineas and Ferb: Summer Belongs to You!
«Summer Belongs to You» (с англ. — «Лето — твоя пора») — это 37 и 38 серии 2 сезона мультсериала «Финес и Ферб», которая вышла 6 августа 2010 года. Финес и Ферб отправляются путешествовать по всему миру в самый длинный день в году; Линда и Лоуренс уезжают на выходные, оставив Кэндес за старшую. Это день летнего солнцестояния, поэтому Финес и Ферб со своими друзьями решили попутешествовать по всему миру за один день. А между тем доктор Фуфелшмерц проводит время с дочерью Ванессой во время поездки в Токио.

## Сюжет
Джереми уехал отдыхать в Париж, и Кэндес ревнует его к парижанкам. Финес и Ферб хотят сделать день солнцестояния длиннее, устроив перелёт вслед за солнцем. Бьюфорд поспорил с братьями, что такого сделать нельзя, потребовав в случае проигрыша перестать изобретать. По плану перелёта Финес и Ферб должны остановиться в Париже для дозаправки, поэтому Кэндес, оставшаяся без родителей за старшую, решает полететь с ними, чтобы контролировать их, и заодно встретиться с Джереми. В это время доктор Фуфелшмертц с дочерью Ванессой отправляются на каникулы в Токио, но он взял с собой работу (похищенного им Монограмма, чтобы устроить с ним злую шутку), и это оскорбляет Ванессу. Упав с токийской телевышки на самолёт Финеса и Ферба, Ванесса присоединяется к их путешествию, а Фуфелшмерц, Перри и Монограмм начинают их преследовать. Когда Финес, Ферб, Ванесса, Кэндес, Изабелла, Балджит и Бьюфорд должны были долететь до Парижа, то случилась авария (сломано крыло), и они остановились в Гималаях для ремонта. Заменив крыло на резиновый шар, который выпускается на заводе индийских родственников Балджита, они проскакали по всей земле до Парижа. В Париже, «городе любви», влюблённую в Финеса Изабеллу обижает, что Финес всё время думает о деле, как починить самолёт и продолжить путешествие, Ванесса говорит с Фербом, как её огорчает её отец, но в конце концов, по совету Ферба, решает помириться с отцом и улететь с ним, так что Ферб не успел признаться ей в любви, а Кэндес увидела Джереми весёлым с новыми друзьями и стала ревновать, но в конце концов объяснилась с ним. На пути из Парижа, где самолёт был переделан в лодку, он разломался на части, и поэтому все застряли на острове. Финес не видит на острове никаких материалов и инструментов для починки и теряет надежду, но Изабелла, теряя возможность насладиться закатом вместе с парнем её мечты, подбадривает Финеса на новые идеи, и он вдруг обнаруживает, что самолёт можно сделать из гигантской бумажной карты, которую возил с собой Ферб. Они успевают долететь до Денвиля до заката, но, чтобы выиграть спор с Бьюфордом, они должны встретить закат дома, и лишь добрая воля Бьюфорда, вернувшего им украденные у них ранее велосипеды, позволила им вернуться домой вовремя. Когда родители возвратились, всё было уже в порядке, и они начинают веселье, к которому вдруг присоединяется удивительно быстро вернувшийся из Парижа Джереми.

## Интересные факты
- Это первая серия «Финеса и Ферба» двойной длительности.
- Когда Финес — малыш, у него синий велосипед, а в конце серии у него красный велосипед.
- В предыдущих сериях у персонажей ещё были велосипеды.
- Танец, который танцуют герои в Японии, это не что иное, как прямая отсылка к Caramelldansen, причём их изображения стилизованы под аниме, а появляющиеся на заднем плане синеволосые «кузины Стейси» — намёк на Мику Хацунэ.
- Губка и морская звезда, которых Финес находит на острове являются отсылкой к мультсериалу «Губка Боб Квадратные Штаны», а остров с двумя пальмами, на котором герои остановились появляется почти в каждой серии этого мультсериала.
- Утром Кэндес, выходя из дома, порвала карту. На острове карта снова целая.
- Приглашённые певцы, которые пели в момент постройки самолёта, пели и разговаривали на непереведённом английском, в то время как все персонажи говорили на дубляже.
- Использование фена в качестве имитатора оружия, которым Ванесса освободила своего отца из-под ареста, было в предыдущей серии «Реальная виртуальность» второго сезона мультсериала, где Кэндес пользовалась феном как оружием в видеоигре.

## Восприятие
Эпизод посмотрело 3.862 миллиона зрителей — это 22 % детей 2-11 лет, 13 % подростков и 3 % взрослых 18-49 лет. На Диснее XD серия заняла 3 место среди лучших телевизионных передач за год.

## Даты премьеры
- 25 июля 2010 (Comic-Con Сан-Диего)
- 16 июня 2011 (канал Дисней Казахстан)
- 25 августа 2010 (канал Дисней Тайвань)
- 3 сентября 2010 (канал Дисней Латинская Америка)
- 7 сентября 2010 (канал Дисней Бразилия)
- Сентябрь 2010 (канал Дисней Украина)
- 7 октября 2010 (Disney XD Великобритания)
- 15 октября 2010 (канал Дисней Нидерланды/Фландрия)
- 16 октября 2010 (Disney XD Польша)
- 16 октября 2010 (Disney XD Турция)
- 25 октября 2010 (Disney XD Италия, Rai Due)
- 26 октября 2010 (Dinsey XD Франция)
- 1 января 2011 (канал Дисней Узбекистан)
- 22 июня 2011 (канал Дисней Россия) (В день летнего солнцестояния)
- 6 ноября 2010 (канал СТС Россия)
- 18 апреля 2012 (31 канал Казахстан)
- 6 ноября 2010 (Disney XD Испания)
- 7 ноября 2010 (канал Дисней Португалия)
- 12 ноября 2010 (Disney XD Германия)
- 26 ноября 2010 (канал Дисней Скандинавия)
- 27 ноября 2010 (Disney XD Скандинавия)
- 27 ноября 2010 (канал Дисней Азия)
- 21 декабря 2010 Первая часть и 22 декабря 2010 Вторая часть (канал Дисней Испания)
- 14 января 2011 (канал Дисней Австралия)
- 15 января 2011 (канал Дисней Турция)
- 19 февраля 2011 (канал Дисней Япония, TV Asahi)
- 27 марта 2011 (канал Дисней Израиль)
- 21 декабря 2010 Первая часть и 22 декабря 2010 Вторая часть (Unitel Bolivia, в Латинской Америке)
- 27 марта 2012 (Disney XD СНГ)
- 22 июня 2012 (канал Дисней Россия) (В день летнего солнцестояния)